# Charles-Gabriel Porée
Pour les articles homonymes, voir Porée.
Charles-Gabriel Porée, né en mai 1685 à Caen où il est mort, le 17 juin 1770, est un écrivain français.

## Biographie
Après avoir mené une existence assez dissipée, Gabriel Porée, dont le frère était le jésuite Charles Porée, fut, à l’âge de vingt-cinq ans, victime d’un accident qui le détermina à changer d’existence, en entrant dans la congrégation de l'Oratoire.
En 1712, son frère le fit nommer bibliothécaire de Fénelon, alors archevêque de Cambrai. Après avoir pris les ordres, il subit avec succès, devant l’université de Caen, les épreuves du baccalauréat et de la licence en droit civil et en droit canon. Ayant vécu deux ans auprès de Fénelon, Gabriel Porée conserva toujours une profonde vénération pour cet homme dont il avait adopté les larges principes de tolérance et de conciliation. Il fut nommé, le 11 juin 1718, par l'archevêque de Bourges, à la cure de Noyant et, plus tard, le 21 juin 1723, à la cure de Louvigny, en Normandie. Il y renonça, en 1741, pour se retirer à Caen où il est nommé chanoine honoraire de la collégiale du Saint-Sépulcre de Caen. En 1729, il avait eu un canonicat à Bayeux.

## Œuvre
Ses ouvrages furent généralement moins connus que ceux de son frère. Son Histoire de don Ranuccio d’Alétès, histoire véritable ; Venise [Rouen], 1736, 1738, 2 vol. in-12, avec figures est une critique spirituelle et mordante des mœurs du clergé au XVIIIe siècle. Quelques exemplaires de la 3e édition (Venise, 1788) étaient accompagnés d’une clé des noms propres : Lettres sur la sépulture dans les églises ; Paris, 1743, in-12 ; Caen, 1745, 1749, in-12.
Celui des ouvrages de l’abbé Porée qui a fait le plus de bruit a pour titre : Examen de la prétendue possession des filles de la paroisse de Landes, dans le diocèse de Bayeux, ou Réfutation du mémoire par lequel on s’efforce de l’établir ; Antioche [Rouen], 1737, in-4°, daté du 6 septembre 1735. Cet ouvrage fut suivi d’un autre, auquel avait coopéré le célèbre médecin de Caen, Du Douet : le Pour et le contre de la possession des filles de Landes ; Antioche [Rouen], 1738, in-8°. Ces publications tournent autour du bruit répandu en 1732 en Normandie, d’une prétendue possession qui avait eu lieu à Landes dans la famille de M. de Leaupartie. C’était peu de temps après les miracles opérés sur la tombe du diacre Pâris. Après avoir égaré, par des lectures extravagantes et des pratiques d’une dévotion mal entendue, l’imagination de quelques jeunes demoiselles, Heurtin, le curé de Landes, expliqua les accidents ordinaires en pareil cas par la présence du diable. Un examen sérieux découvrit la mauvaise foi ou la folie du curé de Landes, qui avait publié en 1739 un Mémoire justificatif de sa conduite. Il reçut ordre de la cour de se retirer à l’abbaye des Prémontrés de Belle-Estoile, et les demoiselles de Leaupartie entrèrent dans différentes communautés, à Caen et à Bayeux.
Les excentricités d'un habitant de Caen, l’abbé Michel de Saint-Martin, homme très honnête et ayant rendu de très grands services à sa ville, mais qui s'était rendu malheureusement ridicule par quelques traits d’originalité dignes d’un des personnages de Molière, furent, pour l’abbé Porée, l'occasion de la publication d’un autre ouvrage, ayant pour titre : La Mandarinade, ou Histoire, du mandarinat de M. l'abbé de Saint-Martin, marquis de Miskou, docteur en théologie et protonotaire du saint-siège apostolique, etc. ; La Haye, 1738-1739, 3 part., in-12, portrait par Henri Simon Thomassin. L'Avertissement, les Quatre discours préliminaires et la Conclusion de ce piquant ouvrage, dont la 1re partie a été imprimée en 1769 (Caen, in-12), renferme des documents fort utiles à consulter sur l’histoire de la ville de Caen.
Membre actif et laborieux de l’Académie royale des Belles-Lettres de Caen, qui l’avait admis dans son sein en 1730, l’abbé Porée publia, afin de contribuer, avec ses collègues, à entretenir et à répandre le goût des lettres dans sa province, une revue ayant pour titre Nouvelles littéraires, recueil, qui parut de 1740 à 1744, et qui contient un grand nombre de dissertations philosophiques, économiques et littéraires.